# 氣旋費林
極強氣旋風暴费林（英語：Extremely Severe Cyclonic Storm Phailin，聯合颱風警報中心編號：02B）是2013年北印度洋氣旋季第二個被命名的熱帶氣旋。「費林」（ไพลิน）一名由泰國提供，意指藍寶石。是本年北印度洋最強的熱帶氣旋及孟加拉灣中最強的熱帶氣旋之一。費林吹襲了泰國、緬甸、尼泊爾和印度的安達曼-尼科巴群島、奧里薩邦、安得拉邦、賈坎德邦和西孟加拉邦。
費林首先在10月4日在柬埔寨金邊以西的泰國灣成為一熱帶低氣壓。在橫過馬來亞半島之前的幾日，該熱帶低氣壓向西移到風切較弱的海域，並在10月6日離開西北太平洋範圍。一日後其進入安達曼海並在10月9日命名為「費林」前向西北偏西方向移到環境較佳的海域並進一步發展，在增強為氣旋風暴後費林橫過安達曼-尼科巴群島並進入孟加拉灣。
在10月10日，費林迅速增強為特強氣旋風暴，強度相等於薩菲爾-辛普森颶風等級的一級颶風。在10月11日，費林增強為強度相等於薩菲爾-辛普森颶風等級的五級颶風；並在接近印度的奧里薩邦前開始減弱。並在16:00UTC在印度奧里薩邦甘賈姆縣戈巴爾布爾附近登陸。隨後在經過與陸地的摩擦後開始減弱，最後在10月14日減弱為一個低壓區。
在奧里薩邦州政府官員指出有1200萬人因費林而受到影響。在準備的工作中，包括甘賈姆縣、普里縣、科爾達縣和賈加青加普縣共有600座建築物被臨時改為氣旋庇護所；並疏散住在海岸附近地區的人。費林驅使印度疏散近550,000名住在奧里薩邦和安得拉邦海岸的人到安全的地方；為印度23年來最大的一次疏散行動。

## 發展過程

### 在西北太平洋範圍時
2013年10月5日，一個低壓區在泰國灣，離越南胡志明市西面約400公里的海面上生成。同日凌晨，美國海軍研究實驗室給予擾動編號90W。上午2時，日本氣象廳將其升格為熱帶低氣壓。下午9時，聯合颱風警報中心對其在24小時內形成為熱帶氣旋的機會給予「LOW」的評級。不久，90W向西移動到一片風切變較弱的海域。
10月6日，90W橫過克拉地峡離開西北太平洋區域專職氣象中心責任區進入北印度洋區域專職氣象中心責任區。

### 進入北印度洋範圍後
10月7日，90W進入北印度洋區域專職氣象中心責任區，並進入安達曼海。同日印度氣象局（IMD）指該低壓區將於24小時內進入印度洋並將會發展為低氣壓。
不久在10月8日，印度氣象局將其升格為低氣壓，並給予編號BOB04。在當日90W向西北偏西方向移到環境較佳的海域並進一步發展。
10月9日BOB04進一步加強和鞏固，印度氣象局將其升格為強低氣壓。不久聯合颱風警報中心將其升格為熱帶風暴，並給予編號02B。當時BOB04略有減弱，並略過在緬甸附近的安達曼群島；移入孟加拉灣。在進入孟加拉灣後，BOB04沿著副熱帶高壓脊的南部邊緣移動，並快速鞏固。在同日下午3時，印度氣象局升格其為氣旋風暴，並命名為費林。
在命名後，費林繼續迅速增強，其強對流流進系統的低層環流中心；並形成一個風眼。在下午11時，聯合颱風警報中心把費林升格為一級熱帶氣旋。
在10月10日上午7時，印度氣象局升格其為強烈氣旋風暴，更在4小時後進一步升格其為特強氣旋風暴。而聯合颱風警報中心則在下午2時升格其為三級熱帶氣旋，再在6小時後進一步其升格為四級熱帶氣旋。在當日費林快速增強。
在10月11日早上費林進行第一次眼牆置換；新眼牆隨後快速鞏固。在新眼牆鞏固後費林繼續迅速增強，同日中午12時，聯合颱風警報中心報告指費林已達至其顛峰強度，其一分鐘持續風速達至每小時260公里（160英里/小時），且其升格費林為五級熱帶氣旋。
在10月12日早上費林開始進行其第二次眼牆置換並開始減弱，而費林的風眼也因為移近開始印度沿岸而迅速轉差。當晚費林在下午8時以特強氣旋風暴的強度在印度奧里薩邦甘賈姆縣戈巴爾布爾附近登陸。費林登陸後，聯合颱風警報中心將其降格為一級熱帶氣旋，同時印度氣象局降格其為強烈氣旋風暴。
10月13日，聯合颱風警報中心進一步降格其為熱帶風暴，並發出最後的警報。而印度氣象局也降格其為氣旋風暴。最後印度氣象局在10月14日降格其為低壓區。

## 防災措施和影響

費林登陸奧里薩邦的一刻

### 安達曼-尼科巴群島
受熱帶氣旋費林威脅，沿海地區翻起巨浪，廣泛地區水浸，道路損毀。印度當局撤離六十萬名民眾，海軍和空軍救援部隊待命救災。目前已造成至少23人死亡以及80万人被迫撤离家园。

### 中国大陆
受費林影響，西藏西南部有大到暴雪(雨)過程。86名中外遊客及22輛汽車被困珠峰大本營。

## 外部連結
- India Meteorological Department
- Joint Typhoon Warning Center （页面存档备份，存于）
- Corporate Disaster Resource Network, India